# Piața Regele Ferdinand I din Mediaș
Piața Regele Ferdinand I din Mediaș este un ansamblu de monumente istorice aflat pe teritoriul municipiului Mediaș.